# Pasumpahan
Pasumpahan est une île près de la côte de la province indonésienne de Sumatra occidental, non loin de Padang la capitale provinciale, et à 200 m de l'île de Sikuai (en). 
Pasumpahan possède une belle plage de sable blanc et des récifs de corail.